# Juan Navarro Hispalensis
Juan Navarro de Sevilla, latinizado como Johannes Navarrus Hispalenis (Marchena, c. 1530-Palencia, 17 de octubre de 1580) fue un maestro de capilla español y compositor de la Escuela Sevillana o andaluza de polifonistas No tiene relación con su contemporáneo en México, el compositor Juan Navarro Gaditanus (Juan Navarro de Cádiz, c. 1550 – c. 1610) con el cual se le suele confundir. Fue Maestro de Tomás Luis de Victoria.

## Vida profesional
Navarro nace en Marchena hacia 1530, en aquel momento gobernada por Luis Cristóbal Ponce de León y Téllez-Girón (Rota, 1528-Madrid, 1573) III marqués de Zahara, II duque de Arcos de la Frontera, II conde de Casares, señor de Marchena y de Villagarcía. El epíteto "Hispalensis" viene por la proximidad de la ciudad de Marchena con Hispalis (Sevilla), hoy día en la misma provincia.
Aunque aún se ignora mucho de su vida, sabemos que fue tenor en el coro de la catedral de Jaén y después en la de Málaga, bajo la dirección de Cristóbal de Morales, durante los años de servicio que tuvo este (1546-1551) bajo Luis Cristóbal Ponce de León y Téllez-Girón en la Iglesia de San Juan Bautista de Marchena y, según Samuel Rubio, fue probablemente discípulo de Juan Bermudo.
Tras la muerte de Cristóbal de Morales, Hispalensis decidió opositar frente a cinco rivales (entre ellos Francisco Guerrero) por el puesto vacante de maestro de capilla en la Catedral de Málaga en el año 1554. Sin embargo, no obtiene ningún voto para los dos primeros cargos. No obstante, el 26 de febrero de 1564 fue nombrado maestro de capilla de la Catedral de Ávila sin oposición, lo que nos indica que su nombre ya era muy conocido. En Ávila tuvo como alumno a Tomás Luis de Victoria al que al parecer influyó mucho. En los dos últimos años de ese decenio le encontramos como maestro en la Colegiata de Valladolid y luego tras una oscura disputa entre Ávila, que no quiere soltarle, y Salamanca que le reclama, abandona secretamente Ávila ayudado por el Chantre Juan Sánchez y es nombrado Maestro de Capilla en 1566 en la ciudad de Salamanca coincidiendo con Francisco de Salinas y donde le oye y conoce Vicente Espinel. Tiene un incidente y en 1574 trabaja en la Catedral de Ciudad Rodrigo, donde es maestro de Juan Esquivel de Barahona, y en 1578 en la Catedral de Palencia, ante cuyo cabildo se presenta el 17 de octubre, a petición de ellos. Allí la muerte le sorprende dos años después, estando a punto de sucederle su alumno, Tomás Luis de Victoria.
Salvo su oposición en Málaga, el resto de su carrera es de éxito. Elegido sin oposición en Ávila, y en episodio aún oscuro, en Valladolid. Le precede siempre su fama en las dos actividades musicales más valoradas en la época: la dirección y la composición. En Salamanca un pregonero le exalta:
"Habiendo en el coro de Salamanca, escribirá el citado Espinel, por aquel tiempo grandes cantores de voces y habilidad y siendo maestro aquel gran compositor Juan Navarro..." y en Palencia se le conceden los privilegios que pide. Además, cabe destacar que tuvo relación con los tres componentes del Gran Triunvirato Renacentista: Cristóbal de Morales, Francisco Guerrero y Tomás Luis de Victoria, siendo responsable de la formación musical de este último.

## Obra
- Música Sacra

Al contrario que la mayoría de autores polifonistas de su época, el grueso de su obra lo dejó preparado el mismo Juan Navarro para la imprenta, proyecto que, bajo la dirección de Francesco Coattino y Giacomo Tornieri (el nombre de este último aparece en la marca de agua del colofón del manuscrito) llevó a cabo un sobrino del compositor en Roma con el título de Psalmi, hymni ac Magnificat (1590) Integran el grueso volumen 53 obras repartidas entre ellas 12 salmos, 18 himnos, 9 magnificat y 4 antífonas marianas. Todas pertenecientes a los ofícios religiosos y, en concreto, a la hora de Vísperas.
Más obras suyas se encuentran en el conocido Manuscrito de la vallisoletana parroquia de Santiago, donde encontramos 10 motetes y dos antífonas marianas: "Salve Regina", a cuatro voces, y "Ave Regina Coelorum" a cinco voces.
En Málaga se encuentra el motete "Beatus es", en Segovia la antífona "Vidi Aquam" y en Ávila el himno "Gloria, Laus".
- Música profana

Navarro compuso varias piezas diseminadas en dos archivos. el de la catedral de Valladolid y el de la casa de Medinaceli. Sus títulos son: "O mar, o mar fiel de mis ojos"; "Vuelve tus claros ojos"; "Ay de mi sin ventura"; "Sobre una peña"; "Siendo míos"; "Ay soledad amrga"; "Ribera sacro Darro". De todas ellas, salvo la primera, sólo se conserva una voz.
Las composiciones de Navarro incluyen dos arreglos melódico-armónicos de himnos ("Vexilla regis" y "Pange lingua"), dos arreglos melódico-armónicos de antifonas ("Regina caeli" y "Ave Regina caelorum") y un "Te Deum" basado singularmente en melodías de canto Hispánico antes que en melodías Romanas como era común entre los compositores Renacentistas.

## Repercusión
Juan Navarro, midiéndolo por la difusión de sus obras, es notablemente copiado (es decir, contando el número de copias de su obra), siendo el autor predilecto de los maestros y capillas de Ávila, Burgos, Cuenca, Évora, Capilla Real de Granada, Guadalupe, Murcia, Palencia, Plasencia, Salamanca, Segovia, Sevilla, Toledo, Valladolid y Zaragoza.
Tres de sus canciones fueron adaptadas para vihuela por Esteban Daza en El Parnaso: "Ay de mi sin ventura"; "¿No vés amor?"; y "Qué razón podéis vos", entre otras versiones. Navarro es uno de los polifonistas más atendidos por los autores modernos: H. Eslava, F. Pedrell, Elústiza-Castrillo y otros siendo publicadas la mayoría de sus obras.

## Valoración
El musicólogo Samuel Rubio le valora así:

No se le puede incluir en la lista de los "grandes", ya que no compuso, que sepamos, misas ni lamentaciones; compuso pocos motetes y otras piezas por el estilo donde los polifonistas suelen aspirar al más alto grado de originalidad creadora. Su polifonía es correctísima, alcanzando en las antifonías marianas, sobre todo en Alma redemptoris y en Regina coeli, un altísimo vuelo expresivo y no menos altura técnica. "Las obras de Navarro, escribe Eslava, especialmente sus magnificat, son bellísimas... El canto de las voces en particular, su buena armonía en general, el partido que Navarro saca del canto llano que casi siempre le sirve de idea principal, o por lo menos de secundaria, hace que sus obras sean verdaderamente magistrales". Con esto queda dicho todo.

## Grabaciones
Apenas hay discos dedicados a este compositor y sobre todo hay piezas sueltas en selecciones de música renacentista española:
- Juan Navarro Hispalensis, "Volumen 7". Taller Ziryab Sevilla.
- Juan Navarro Hispalensis, "Ay de mí sin ventura". La Trulla de Bozes (Carlos Sandúa).
- Juan Navarro Hispalensis, "Dicebat Jesus turbis Judaeorum". Corale Universitaria di Torino (Dario Tabbia).